# Ulfo de Prócida
Ulfo de Prócida (Olf de Pròixida) fue un noble valenciano del siglo XIV proveniente de los Procida sicilianos. Fue el más ilustre de la familia, destacando como militar y marino.
Estuvo al servicio de Pedro IV el Ceremonioso, de Aragón, tomando parte en la expedición a Cerdeña en 1354 y posteriormente dirigiendo la flota que debía levantar el bloqueo de Valencia en 1364, sitiada por la armada castellana de Pedro I.
- Datos: Q6155286